# Götz Bellmann

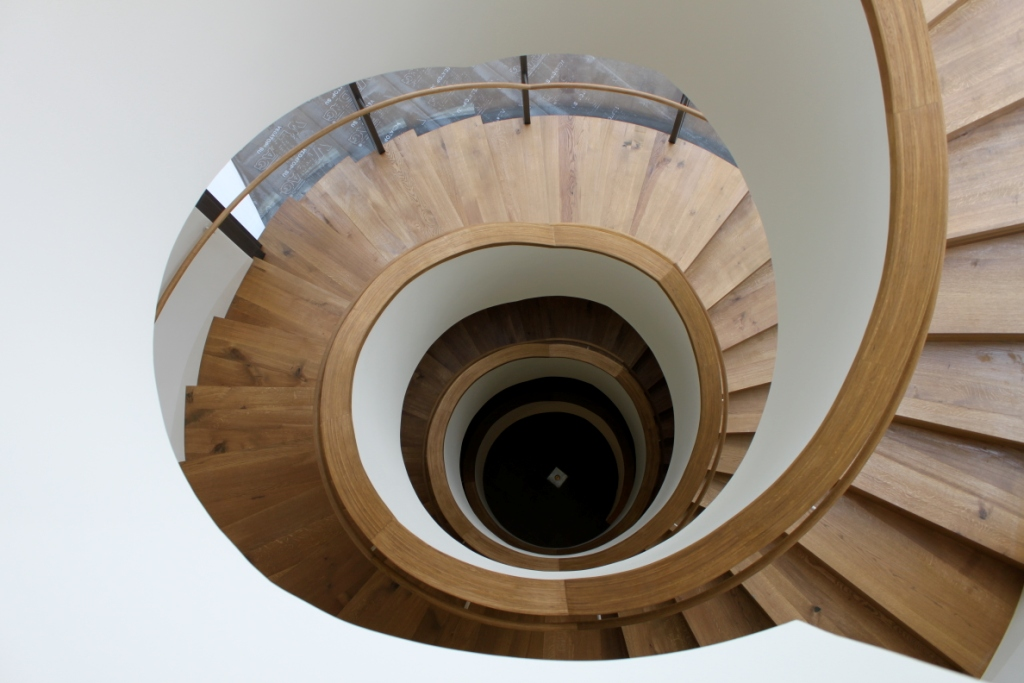
Das Treppenauge im neu gebauten Treppenturm in der Manufaktur der Träume, Annaberg-Buchholz.

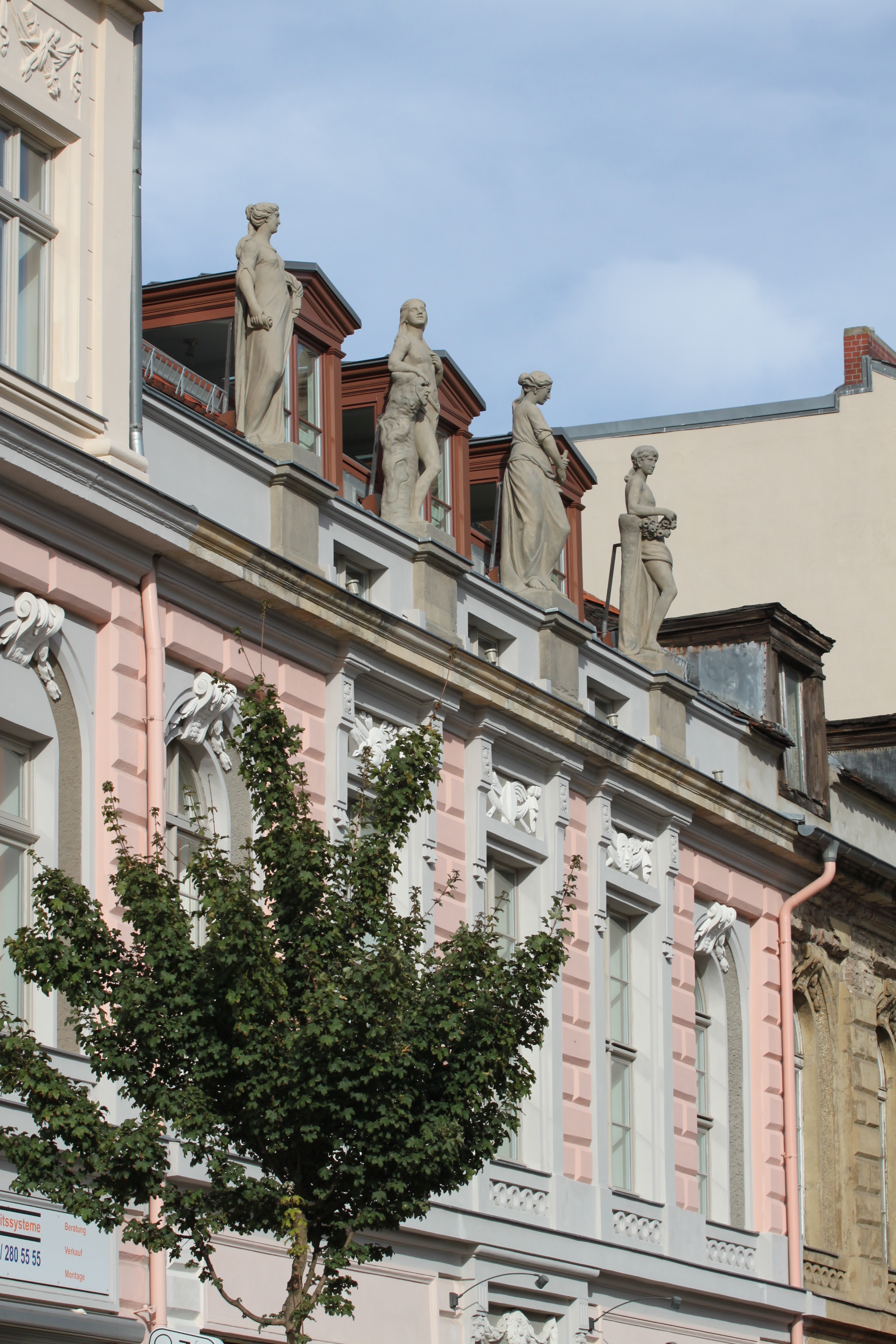
Die vier Skulpturen des barocken Stadthauses in der Charlottenstraße 100 in Potsdam wurden ebenso wie das Gebäude rekonstruiert.

Götz Bellmann (* 15. November 1957 in Lippstadt) ist ein deutscher Architekt und Designer.

## Werdegang
Bellmann ist in Berlin aufgewachsen und besuchte dort die Käthe-Kollwitz-Oberschule. Von 1979 bis 1984 studierte er an der Hochschule für Architektur und Bauwesen in Weimar (heute Bauhaus-Universität Weimar) und erlangte ein Diplom an der Fakultät für Architektur und Städtebau bei  Dieter Salzmann und  Joachim Stahr. 1984–1990 folgte eine Aspirantur und eine Tätigkeit als wissenschaftlicher Mitarbeiter an der Bauakademie Berlin, wo er 1990 promovierte.

Das Gebäudeensemble vom Neuen Hackeschen Markt fasst die nordöstliche Seite vom Hackeschen Markt ein.

1989 erhielt er die Zulassung als Freier Möbeldesigner vom Verband Bildender Künstler, Berlin. Nach dem Fall der Berliner Mauer, Ende 1989, gehörte Götz Bellmann zu den Mitbegründern von Archivolte, der ersten unabhängigen Architekturzeitschrift der DDR, und der Ost-West-Planungsgruppe Hundekopf, die unter anderem Konzepte für die Entwicklung des Spreeraums entwarf, die in der Berliner Galerie Aedes gezeigt wurden.
Seit 1990 arbeitet Bellmann als Freier Architekt in Berlin. 1991 gründete er zusammen mit Walter Böhm das Büro Bellmann & Böhm – Architekten, Berlin, das bis 2007 bestand. Zu den bekanntesten Projekten des Büros zählt der Neue Hackesche Markt (ehemals Neue Hackesche Höfe) auf der Nordostseite vom Hackeschen Markt in Berlin-Mitte. Für die Neugestaltung der Nachkriegsbrache gewann das  Architektenduo 1993 den städtebaulichen Wettbewerb. Es entstand ein Hofensemble aus zwölf verschiedenen Gebäuden, das die nordöstliche Platzkante nach dem Vorbild der historischen Struktur neu einfasst. Um eine architektonische Vielfalt für die Einzelhäuser zu erreichen, beteiligten Götz Bellmann und Walter Böhm weitere drei Architekten mit dem Entwurf von drei der neun straßenseitigen Gebäude.
Von 1992 bis zu dessen Tod 1997 kooperierte das Büro mit dem Architekten und Designer Aldo Rossi, Mailand (1931–1997), der zum Mentor für die jungen Architekten wurde. Mit ihm zusammen realisierten sie das Quartier Schützenstraße.
2007 gründete Götz Bellmann das Büro Bellmann-Architekten in Berlin. Schwerpunkt seiner Arbeit ist die behutsame Stadtreparatur und das Zusammenspiel von historischer und neuer Bausubstanz. Sie umfasst die detailgetreue Restaurierung von Baudenkmälern, wie das barocke Stadthaus in der Charlottenstraße 100 in Potsdam, und die Integration neuer Gebäude in ein gewachsenes Umfeld, wie die Manufaktur der Träume in Annaberg-Buchholz, ein Museum für Erzgebirgische Volkskunst, in der die Sammlung von Erika Pohl-Ströher ausgestellt ist. Das Museum besteht aus einem Gebäude aus der Spätrenaissance und einem Neubauteil, der sich in seiner Gestaltung an den historischen Bauten der Umgebung orientiert.
Neben seiner Arbeit als Architekt entwirft Götz Bellmann  Leuchten, Möbel und andere Accessoires. Zusammen mit seiner Tochter, der Produktdesignerin Frieda Bellmann, entwarf er 2017 eine moderne Variante der Berliner Weihnachtspyramide. Für das Produkt erhielten sie 2018 den German Design Award in der Kategorie Home Textiles and Home Accessories.

## Projekte (Auswahl)
- Quartier Neuer Hackescher Markt, Berlin-Mitte, zwölf Neubauten für Wohnen, Kultur und Gewerbe
- Reinhardtstraße 29–31, Berlin-Mitte – Neubau von drei Wohn- und Geschäftshäusern und Neubau der Probebühne für das Deutsche Theater zusammen mit KSV Architekten, Berlin:
- Quartier Schützenstraße, Berlin-Mitte – Neubau von 12 Wohn-, Hotel- und Gewerbehäusern zusammen mit Aldo Rossi, Mailand
- Wallstreet Park Plaza Hotel – Berlin-Mitte, 4-Sterne Hotel mit 150 Zimmern
- Lindner Hotel am Neuen Kranzlereck – Berlin-Charlottenburg, 4-Sterne Hotel mit 130 Zimmern
- Videothek Greifswalder Straße 179, Berlin-Prenzlauer Berg
- Manufaktur der Träume – Museum für erzgebirgische Volkskunst in Annaberg-Buchholz, Land Sachsen[4]
- Charlottenstraße 100, Potsdam – Sanierung eines barocken Stadthauses mit Skulpturen

### Artikel in Zeitschriften und Zeitungen
- Metamorphose der Metropole. Der Spiegel 36/1999
- Rund um die Spandauer Vorstadt
- Hackescher Markt bekommt Nachbarn. Immobilien Zeitung 12/1997
- Fassaden-Patchwork db Deutsche Bauzeitung 08/2009
- Manufaktur der Träume feiert Eröffnung. Immobilien Zeitung 44/2010
- Der Tragödie den Kopf aufgesetzt. Potsdamer Neuste Nachrichten, 29. August 2016
- „Un' ick bau Pergamiden“. Tagesspiegel, 18. Dezember 2016